# Darrera batalla del cuirassat Bismarck
La darrera batalla del cuirassat alemany Bismarck va tenir lloc a l'oceà Atlàntic aproximadament a 300 milles nàutiques (560 km) a l'oest de Brest, França, del 26 al 27 de maig de 1941 entre el cuirassat alemany Bismarck i elements navals i aeris de la Royal Navy britànica . Tot i que va ser una acció decisiva entre vaixells capitals, no té un nom generalment acceptat. Va ser la culminació de l'Operació Rheinübung, on l'intent de dos vaixells alemanys d'interrompre els combois atlàntics cap al Regne Unit va fracassar amb l'enfonsament del Bismarck.
L'última batalla va constar de quatre fases principals. La primera fase a la nit del 26 de maig va consistir en atacs aeris de torpediners del portaavions britànic Ark Royal,  que van inutilitzar l'aparell de govern del Bismarck, van bloquejar els seus timons en una posició de gir i van impedir la seva fugida. La segona fase va ser el seguiment i l'assetjament del Bismarck durant la nit del 26 al 27 de maig per destructors britànics i polonesos , sense danys greus a cap vaixell. La tercera fase, el matí del 27 de maig, va ser un atac dels cuirassats britànics King George V i Rodney, amb el suport dels creuers pesants Norfolk i Dorsetshire. Després d'uns 100 minuts de combat, el Bismarck va ser enfonsat pels efectes combinats del foc d'artilleria, els impactes de torpedes i l'enfonsament deliberat. Pel que fa al bàndol britànic, el Rodney va patir danys lleus per quasi accidents i pels efectes explosius dels seus propis canons. Els vaixells de guerra britànics van rescatar 110 supervivents del Bismarck abans de veure's obligats a retirar-se a causa d'un aparent albirament de submarins, deixant diversos centenars d'homes per a que s'ofeguessin. Un submarí i un vaixell meteorològic alemany van rescatar cinc supervivents més. En la fase final, els vaixells britànics que es retiraven van ser atacats l'endemà, el 28 de maig, per avions de la Luftwaffe, cosa que va provocar la pèrdua del destructor HMS Mashona.

## Fons

Mapa de l'operació Exercici Rin i les operacions de la Royal Navy contra el cuirassat Bismarck

Sota el comandament del comandant de la flota Günther Lütjens, el cuirassat alemany Bismarck i el creuer pesant Prinz Eugen van intentar sortir a l'Atlàntic per atacar els combois. Els vaixells van ser interceptats per una força britànica de la Home Fleet. En la batalla de l'estret de Dinamarca, el 24 de maig, els dipòsits de combustible del Bismarck van resultar danyats i diversos compartiments de maquinària, inclosa una sala de calderes, es van inundar. La intenció del seu capità era arribar al port de Brest per reparar-los.
Determinats a venjar l'enfonsament del HMS Hood, "l'Orgull de la Navy", a la batalla de l'estret de Dinamarca, els britànics van comprometre totes les unitats possibles a caçar el Bismarck:
- El vell cuirassat HMS Ramillies  de la classe Revenge va ser separat del servei de comboi al sud-est de Groenlàndia i se li va ordenar que marxés per interceptar el Bismarck si intentava atacar les rutes marítimes davant d'Amèrica del Nord.[5]
- El HMS Prince of Wales, que va patir danys , i els creuers Norfolk i Suffolk encara estaven en contacte amb els vaixells alemanys després de la batalla de l'estret de Dinamarca.
- La resta de la Home Fleet, formada pel cuirassat King George V, el creuer de batalla Repulse, el portaavions Victorious, quatre creuers lleugers i les seves escortes, ja havia salpat de Scapa Flow abans de la pèrdua del Hood .
- El cuirassat Rodney va ser separat de les tasques d'escorta a l'oest d'Irlanda i va establir un curs d'intercepció per al Bismarck.[6]
- La Força H ja havia sortit de Gibraltar amb el portaavions Ark Royal, el creuer de batalla Renown i el creuer lleuger Sheffield el 23 de maig per assumir les tasques d'escorta d'altres vaixells, però un cop va quedar clar que el Bismarck es dirigia cap a França, la força va posar rumb per interceptar el Bismarck.[7]
- El creuer pesant London escortava un comboi de Gibraltar al Regne Unit i també va rebre l'ordre d'interceptar-lo.[8]
- El creuer lleuger Edinburgh, que buscava corredors de bloqueig a la zona oest del cap de Finisterre, també va rebre l'ordre d'unir-se a la cacera.[5]

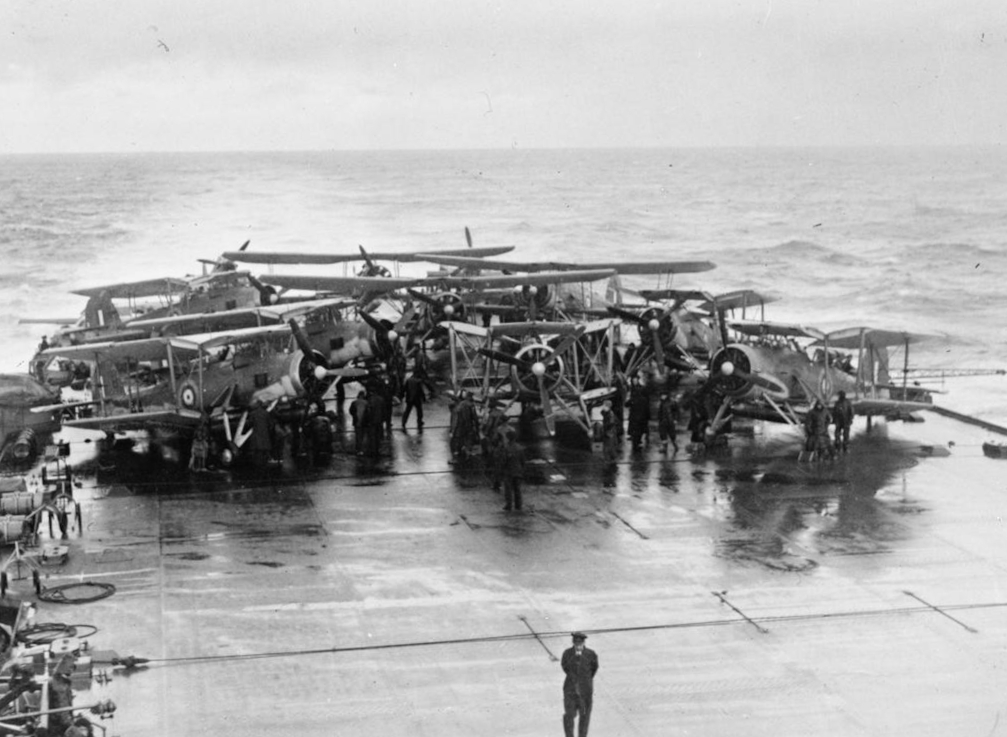
Els torpediners Swordfish a la coberta del HMS Victorious abans de l'atac al Bismarck

A primera hora del vespre del 24 de maig, el Bismarck va atacar breument els seus perseguidors (el Prince of Wales i els creuers pesants Norfolk i Suffolk) per cobrir la fugida del seu company, el creuer pesant Prinz Eugen, per continuar endinsant-se en l'Atlàntic. Durant la tarda del 24 de maig, un petit grup de torpediners biplans Swordfish del 825 Esquadró Aeri Naval, sota el comandament d'Eugene Esmonde del Victorious, va llançar un atac. Va impactar un cop, però només va causar danys superficials al cinturó blindat del Bismarck. A primera hora del 25 de maig, les forces britàniques van perdre el contacte amb el Bismarck, que es dirigia cap a l'ESE cap a França mentre els britànics buscaven cap al NE, suposant que el Bismarck tornava a Noruega. Més tard, el 25 de maig, el comandant de la força alemanya, l'almirall Günther Lütjens, aparentment sense saber que havia perdut els seus perseguidors, va trencar el silenci de ràdio per enviar un missatge codificat a Alemanya. Aquest pas en fals resultaria crític, ja que els britànics van sentir el comunicat i posteriorment van poder triangular la posició aproximada del Bismarck, la lògica els va portar a deduir que el cuirassat alemany havia establert un rumb cap a França, per a rearmament i reparacions. El combustible s'estava convertint en una preocupació important per a ambdós bàndols: a causa dels danys de batalla, la posterior pèrdua de combustible i perquè el Bismarck no havia aconseguit repostar a Noruega, ni en petrolier mentre navegava per l'Atlàntic Nord. Considerant-ho tot, Lütjens va optar per mantenir una velocitat econòmica de 21 nusos, per estalviar combustible, amb l'esperança d'arribar a França abans que la flotilla aliada pogués detectar-los i interceptar-los.
Mentrestant, de la Home Fleet perseguidora: el Prince of Wales, el Repulse, el Victorious i els quatre creuers van haver de separar-se, així com també el Suffolk. Només el King George V i el Norfolk van poder continuar: com que la pantalla de destructors del King George V (com el Bismarck) també s'estava quedant sense combustible, la Quarta Flotilla de Destructors, formada pels destructors HMS Cossack, Sikh, Maori i Zulu, i el destructor polonès ORP  Piorun, sota el comandament del capità Philip Vian, va rebre l'ordre de separar-se del comboi WS-8B i protegir el King George V.
A les 10:30 del 26 de maig, el Bismarck va ser detectat per un avió de reconeixement Catalina del Comandament Costaner de l'esquadró 209 de la RAF que havia sobrevolat l'Atlàntic des de la seva base a Lough Erne, a Irlanda del Nord, a través del Corredor de Donegal. Estava pilotat per l'oficial de vol britànic Dennis Briggs i copilotat per l'observador de la Marina dels Estats Units, l'alferes Leonard B. Smith, USNR. Smith era als controls quan va albirar el Bismarck (a través d'una taca de petroli procedent del dipòsit de combustible danyat del vaixell) i va informar de la seva posició a l'Almirallat. Poc abans, a les 09:00, l'Ark Royal havia llançat avions d'exploració i, mitja hora després del Catalina, dos Swordfish també van trobar el Bismarck. A partir de llavors, la posició del vaixell alemany era coneguda pels britànics, tot i que l'enemic hauria de ser frenat significativament si les unitats pesades esperaven enfrontar-se fora de l'abast dels avions terrestres alemanys. En rebre el missatge del Catalina, el capità Vian va decidir no unir-se als cuirassats britànics que el perseguien, sinó dirigir-se directament cap al Bismarck. Totes les esperances britàniques ara estaven dipositades en la Força H i els destructors.

## La batalla

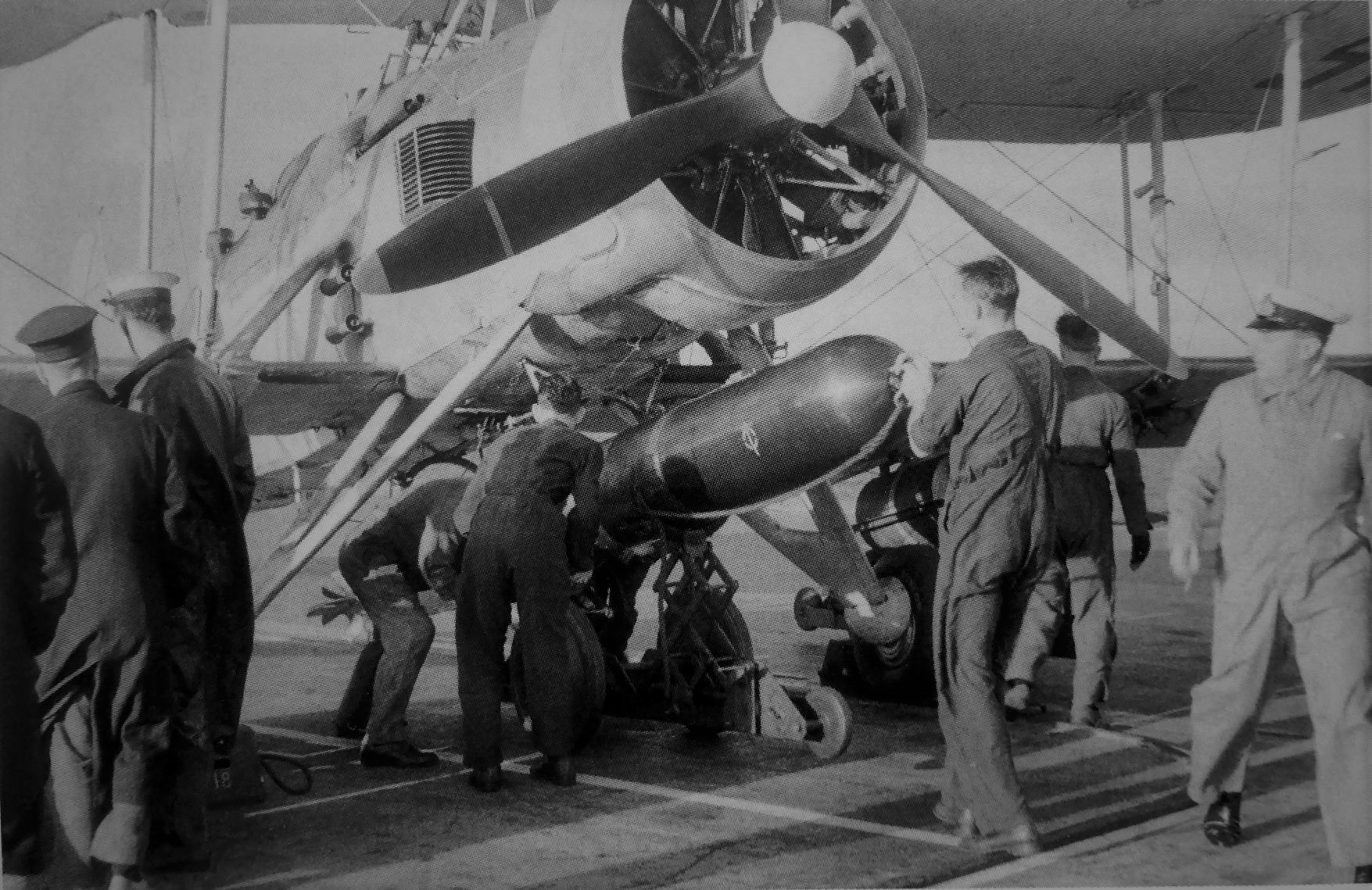
Un Swordfish carregant-se amb un torpede a la coberta del HMS Ark Royal

### Primera fase: l' Ark Royal inutilitza el Bismarck

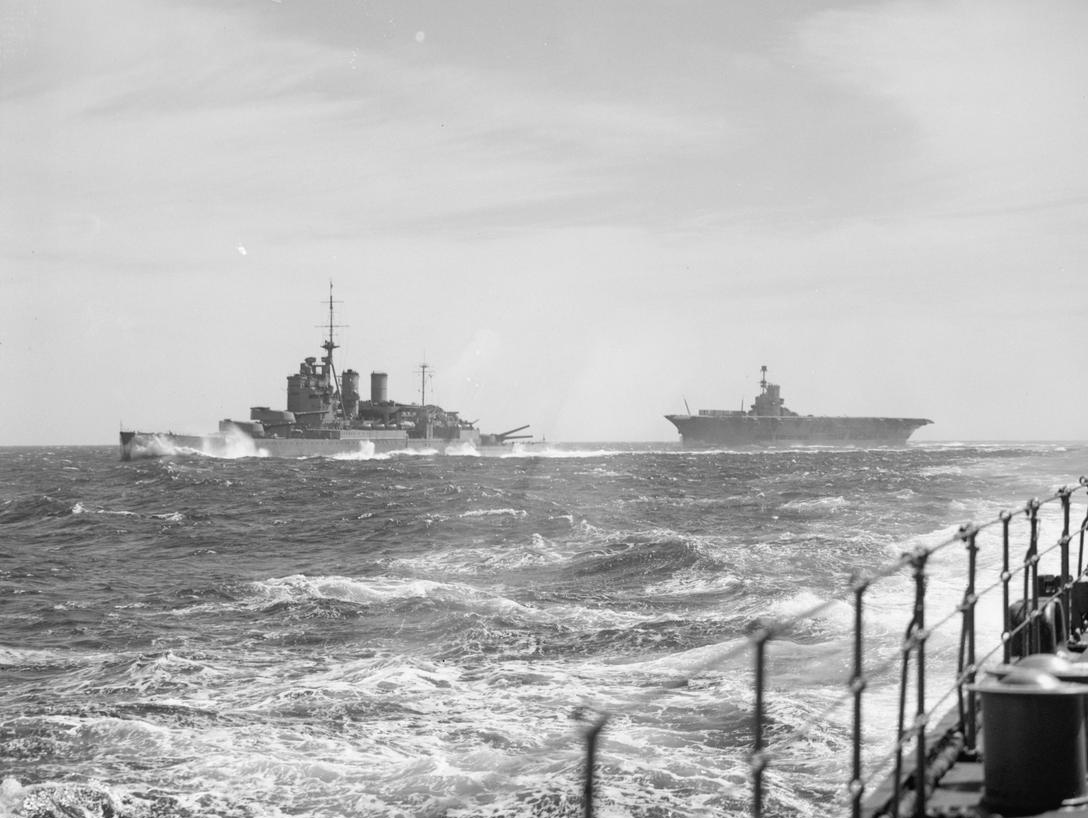
El HMS Renown i el HMS Ark Royal, vistos des del HMS Sheffield

A les 14:50 del 26 de maig, en condicions meteorològiques adverses, l'Ark Royal va llançar 15 Swordfish per atacar el Bismarck. Els avions no havien estat avisats que el Sheffield havia estat enviat a seguir el Bismarck, sinó que se'ls havia dit que no hi havia altres vaixells a la rodalia. Els Swordfishs van atacar, amb mala visibilitat, el creuer Sheffield, però alguns dels seus torpedes tenien detonadors magnètiques defectuoses que els feien explotar en impactar amb el mar, i els torpedes restants van poder ser esquivats. A les 19:10, els mateixos avions van ser rellançats per a una segona sortida amb torpedes detonadors de contacte. A les 19:50, la Força H va topar amb l'U-556, que va obtenir una posició de tir perfecta per impactar tant l'Ark Royal com el Renown, però el submarí havia gastat tots els seus torpedes en operacions anteriors i no podia atacar.
L'avió va fer el primer contacte amb el Sheffield a les 20:00, que els va conduir al Bismarck. Malgrat aquesta ajuda i els seus radars ASV II, o van poder trobar el vaixell alemany. Mitja hora més tard van haver de tornar a contactar amb el Sheffield, que finalment els va poder enviar al Bismarck. L'atac va començar a les 20:47 i va durar mitja hora. Tres avions van haver de tornar a contactar amb el Sheffield per tercera vegada. Un primer impacte a la part central del vaixell va tenir poc efecte, però un segon impacte a la popa va bloquejar el timó i l'aparell de govern del Bismarck 12° a babord. Això va fer que, inicialment, només pogués navegar en un cercle gran.

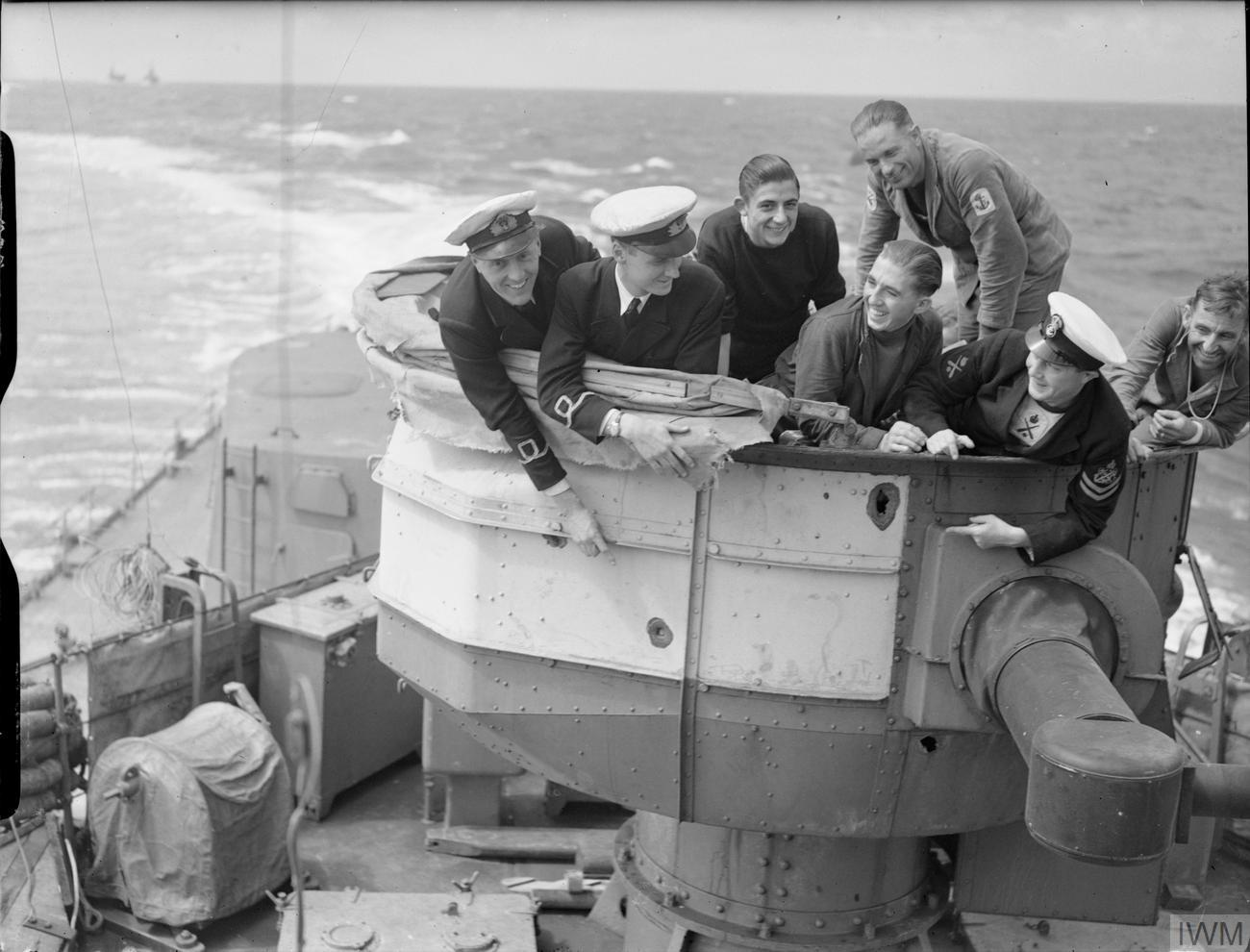
La tripulació de la torre directora posterior del HMS Sheffield mostra els danys causats per les estelles de projectil del Bismarck.

El Bismarck va disparar el seu armament principal i secundari contra els avions atacants, intentant impactar els torpediners que volaven a baixa altura amb les esquitxades de projectils. Un cop acabat l'atac, el Bismarck va disparar la seva bateria principal contra el Sheffield que s'amagava en l'ombra. La primera salva es va desviar una milla, però la segona salva va tocar el creuer. Esclats de projectils van caure sobre el Sheffield matant tres homes i ferint-ne dos més. Es van disparar quatre salves més, però no es va aconseguir cap impacte. El Sheffield es va retirar ràpidament sota la cobertura d'una cortina de fum. El Sheffield va perdre el contacte amb el Bismarck a causa de la baixa visibilitat, però poc abans de les 22:00 es va trobar amb el grup de cinc destructors del capità Vian i va poder conduir-los fins al Bismarck. El King George V i el Rodney s'havien unit cap a les 18:00 i s'acostaven des del nord-oest. Com que els destructors de Vian es mantindrien en contacte amb el Bismarck i l'assetjarien tota la nit, va decidir dirigir-se cap al sud, fins i tot cap al sud-oest, i fer un cercle per poder enfrontar-se al Bismarck al matí, retallat contra l'est. El creuer pesat Norfolk i el creuer lleuger Edinburgh també s'acostaven per separat des del nord-oest. L'Edinburgh va haver d'abandonar la persecució a causa de l'escassetat de combustible, però el Norfolk va prendre posició al nord del Bismarck. Un altre creuer pesat, el Dorsetshire, s'acostava des de l'oest i faria contacte l'endemà al matí. Després de recollir els seus avions, l'Ark Royal i la Força H primer es van mantenir al nord del Bismarck, però durant la nit van navegar cap al sud i van romandre a la rodalia.

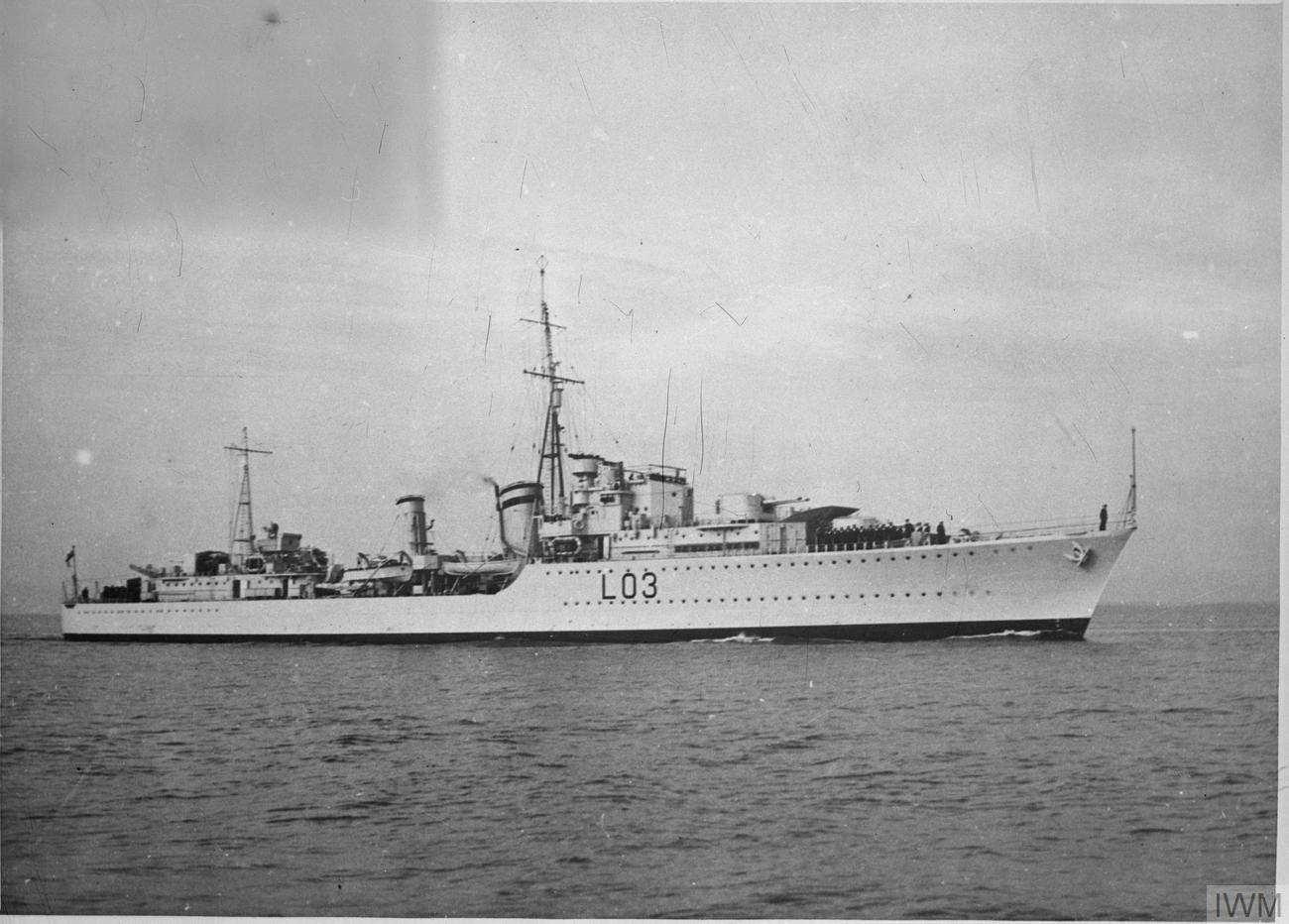
El. El destructor de classe Tribal portava armament pesat, però només 1 banc de 4 torpedes.

Els esforços de reparació de la tripulació per alliberar el timó van fracassar.El Bismarck va intentar dirigir-se alternant la potència dels seus tres eixos d'hèlix, cosa que, amb el vent de força 8 i l'estat de la mar predominants, va obligar el vaixell a navegar cap al King George V i el Rodney, dos cuirassats britànics que havien estat perseguint el Bismarck des de l'oest. A les 23:40 del 26 de maig, l'almirall Lütjens va lliurar al Grup Oest, la base de comandament alemanya, el senyal "Vaixell inmaniobrable. Lluitarem fins a l'últim obús. Visca el Führer ".

### Segona fase: els destructors de Vian assetgen el Bismarck de nit
Una hora després de l'atac dels Swordfish, el Maori i el Piorun van contactar amb el Bismarck a les 22:38. El Piorun va atacar immediatament, indicant la seva identitat com a vaixell polonès, però no va poder llançar torpedes. Es va acostar prou per atacar el Bismarck amb els seus canons, però després va perdre el contacte i no va tenir més paper en la batalla. El deteriorament del temps va fer impossible un atac concentrat. Durant tota la nit, el Bismarck va ser objectiu d'atacs intermitents de torpedes per part dels destructors de Vian. En deu aproximacions entre les 22:38 i les 06:56, el HMS Cossack, el Maori, el Zulu i el Sikh van disparar setze torpedes, però cap va impactar. Un dels projectils del Bismarck va tallar l'antena del Cossack i tres altres projectils van caure sobre el Zulu, ferint tres homes. Entre les 02:30 i les 03:00, els destructors van disparar projectils estel·lars a petició del Tovey per fer visible la seva posició per als cuirassats. Les constants tàctiques d'assetjament dels destructors van contribuir a desgastar la moral dels alemanys i van agreujar la fatiga d'una tripulació ja esgotada.
Entre les 05:00 i les 06:00, Lütjens va ordenar el llançament d'un hidroavió Arado 196 cap a la costa francesa per assegurar el diari de guerra del vaixell, les imatges del combat amb el Hood i altres documents importants. Es va descobrir que la catapulta de l'hidroavió havia quedat inoperativa a causa dels danys rebuts el dia 24 pel Prince of Wales. L'avió, completament carregat de combustible, va ser empès per la borda per reduir el risc d'incendi en la batalla imminent. Lütjens va comunicar per ràdio a les 07:10 que un submarí es trobés amb el Bismarck per recollir aquests documents. L'U-556 va ser assignat immediatament a aquesta tasca, però el submarí no va complir l'ordre perquè estava submergit. Fos com fos, posteriorment es va revelar que l'U-556 tenia massa poc combustible per poder dur a terme l'ordre. La tasca va ser transferida a l'U-74, però aleshores el Bismarck ja havia estat enfonsat.

### Tercera fase: el Bismarck es enfonsat

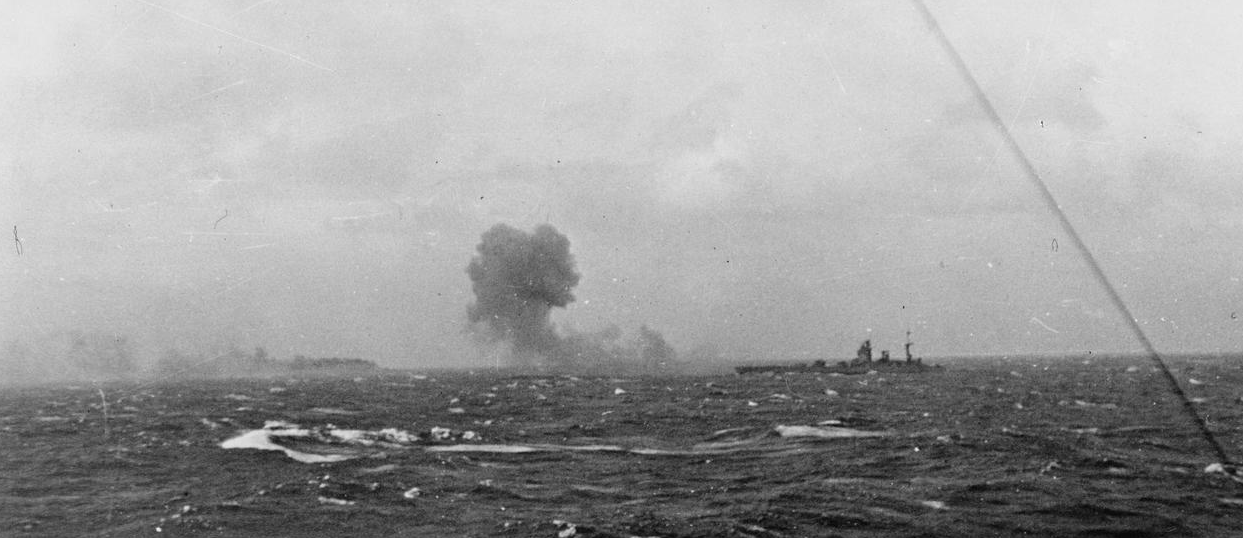
El Rodney disparant sobre el Bismarck, que es pot veure en flames en la distància

Quan les unitats britàniques van convergir a la ubicació del Bismarck, Tovey va donar les seves instruccions per a la batalla final. Primer, va ordenar al Renown, que s'havia acostat a 27 quilòmetres del Bismarck, que no participés en la batalla. El Renown estava blindat de manera similar al Hood i Tovey no volia arriscar-se a perdre'l també. Va instruir al capità del Rodney que s'acostés a 14.000 m el més ràpidament possible, i que, si bé, en general, havia de conformar-se als moviments del King George V, era lliure de maniobrar de manera independent. El matí del dimarts 27 de maig va portar un cel gris i dens, una mar creixent i un vent fort del nord-oest. A causa d'aquest vendaval del nord-oest, Tovey va ajornar l'atac final des de la sortida del sol fins a la llum del dia i va concloure que un atac al Bismarck des de sobrevent no era desitjable. Va decidir apropar-se amb rumb nord-oest abans de desplegar-se.
El Norfolk va ser el primer vaixell a albirar el Bismarck el matí del 27 de maig. Amb poca visibilitat, el creuer va topar amb un vaixell no identificat, que va fer senyals de reconeixement abans d'adonar-se que era el cuirassat alemany. El Norfolk va girar ràpidament i va contactar amb els cuirassats britànics abans d'unir-se a la batalla final. A les 08:43, els vigies del King George V van albirar el Bismarck, a uns 23.000 m de distància; el Rodney va obrir foc primer a les 08:47, seguit ràpidament pel King George V. El Bismarck no va poder dirigir-se a causa dels danys dels torpedes als timons, i els consegüents moviments imprevisibles van convertir el vaixell en una plataforma de canons inestable i van crear un problema d'artilleria difícil. Això es va complicar encara més per la tempesta de vent. Tanmateix, el Bismarck va respondre al foc a les 08:50 amb els seus canons de proa, i amb la seva segona salva, va passar sobre el Rodney. Això va ser el més a prop que va estar d'impactar en qualsevol vaixell de guerra britànic en l'enfrontament final, perquè a les 09:02, una salva de 16 polzades (406 mm) del Rodney va impactar la superestructura davantera, danyant el pont i el director principal de control de foc i matant la majoria dels oficials superiors. La salva també va danyar les torretes de la bateria principal davantera. L'estació de control de foc de popa va assumir la direcció de les torretes de popa, però després de rebre tres salves també va ser neutralitzada. Amb les dues estacions de control de foc fora de combat, el foc del Bismarck es va tornar cada cop més erràtic, permetent als britànics disparar a curta distància. El Norfolk i el Dorsetshire es van acostar i van començar a disparar amb els seus canons de 8 polzades (203 mm) . Cap a les 09:10, el Norfolk va disparar quatre torpedes i el Rodney va disparar sis des d'una distància de més de 10 km, però no es va observar cap impacte.

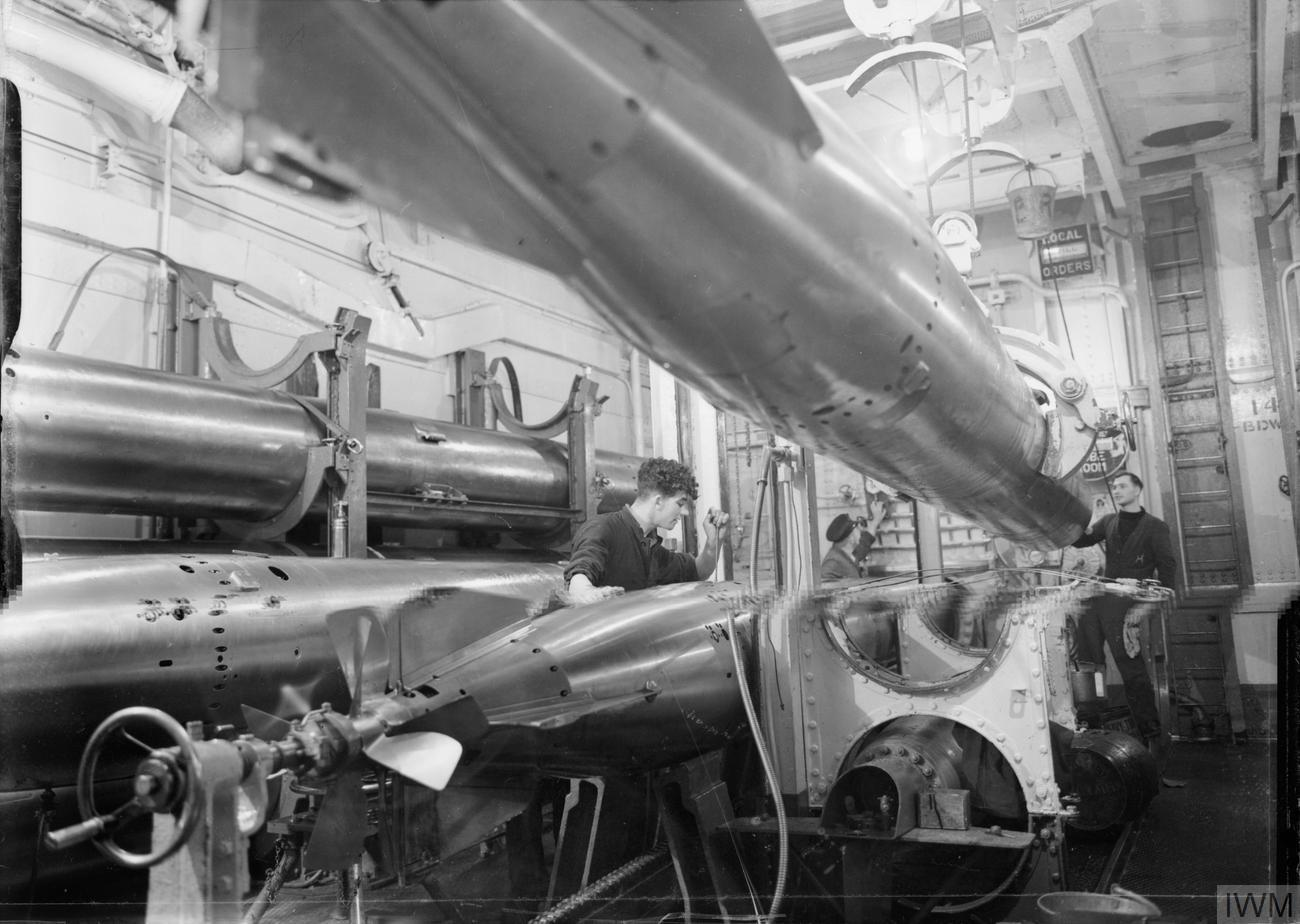
La sala de torpedes a la proa del HMS Rodney. El cuirassat estava equipat amb torpedes de 24,5 polzades, el torpede més pesat de l'inventari de la Royal Navy. Un torpede s'està carregant en un tub, mentre que un altre s'està baixant al seu bressol. El Rodney va disparar un total de 10 torpedes contra el Bismarck.

Cap a les 09:31, totes les quatre torretes principals del Bismarck estaven fora de combat. Com que el vaixell ja no podia contraatacar, el primer oficial Hans Oels, l'oficial superior supervivent, va donar l'ordre d'enfonsar el vaixell: que cessessin totes les mesures de control de danys, que s'obrissin totes les portes estanques, que el personal de la sala de màquines preparés les càrregues d'enfonsament i que la tripulació abandonés el vaixell. Oels es va moure pel vaixell, repetint aquestes ordres a tots els que es trobava, fins que cap a les 10:00 un obús del King George V va penetrar el cinturó superior de la ciutadella i va explotar a la cantina de popa del vaixell, matant Oels i un centenar de persones més. Gerhard Junack, l'oficial superior d'enginyeria supervivent, va ordenar als seus homes que instal·lessin les càrregues de demolició amb una metxa de 9 minuts. El sistema d'intercomunicació de la sala de màquines s'havia espatllat, així que Junack va enviar un missatger a trobar Oels i confirmar l'ordre de detonar les càrregues. El missatger no va tornar mai, així que Junack va preparar les càrregues i va ordenar a la tripulació d'enginyers que abandonés el vaixell.
Un cop les quatre torretes principals de la bateria del Bismarck van quedar fora de combat (cap a les 09:31), el Rodney es va acostar a uns 2.700 m amb impunitat per disparar els seus canons a boca de canó contra la superestructura del Bismarck. El King George V es va mantenir a una distància més llarga per augmentar la possibilitat que els seus projectils en picat colpegessin verticalment les cobertes del Bismarck i penetressin a l'interior del vaixell. A les 10:05, el Rodney va llançar quatre torpedes contra el Bismarck, reclamant-ne un impacte.
A les 10:20, els cuirassats britànics s'estaven quedant sense combustible. El Bismarck s'estava assentant per la popa a causa d'una inundació progressiva i incontrolada i havia agafat una escora de 20 graus a babord. Tovey va ordenar al Dorsetshire que s'apropés i torpedinés el Bismarck, mentre que el King George V i el Rodney es separaven. Quan van tenir lloc aquests atacs de torpedes, el Bismarck ja estava tan escorat que la coberta estava parcialment inundada. El Dorsetshire va disparar un parell de torpedes al costat d'estribord del Bismarck, un dels quals va impactar. El Dorsetshire es va moure llavors cap al seu costat de babord i va disparar un altre torpede, que també va impactar. Basant-se en un examen posterior del naufragi, sembla que l'últim torpede va detonar contra la superestructura de babord del Bismarck, que en aquell moment ja estava sota l'aigua. El Bismarck va començar a bolcar cap a les 10:35, i a les 10:40 s'havia lliscat sota les onades, amb la popa primer. Durant l'enfrontament, els dos cuirassats britànics van disparar uns 700 projectils de gran calibre contra el Bismarck, i, en total, el King George V, el Rodney, el Dorsetshire i el Norfolk van disparar conjuntament uns 2.800 projectils, aconseguint uns 400 impactes.

### Quarta fase: la Luftwaffe pren represàlies
La Luftwaffe no havia pogut intervenir el 26 de maig a causa del mal temps. Només es van fer alguns vols de reconeixement amb alguns Focke-Wulf Fw 200 Condor de l'I/Kampfgeschwader 28 (Ala de Bombarder 28) que van poder localitzar el Rodney. Els dies 27 i 28 de maig es van fer alguns intents d'atacar els vaixells britànics. El matí del 27 de maig, un Heinkel He 111 va fallar l'Ark Royal amb unes quantes bombes i només quatre bombarders van trobar els cuirassats britànics, però no van aconseguir encertar-los.
El 28 de maig, els destructors Mashona i Tartar es dirigien cap a Irlanda del Nord a velocitat econòmica a causa de les seves baixes reserves de combustible i van ser atacats el 28 de maig al matí per bombarders. A les 09:00, el Mashona va rebre un impacte d'un Heinkel He 111 i va ser abandonat amb la pèrdua de 46 membres de la tripulació. Un primer intent d'enfonsar-lo amb un torpede del Tartar va fracassar, però després va ser enfonsat pels trets d'altres destructors que arribaven al lloc dels fets. El destructor Maori també va ser danyat pels bombarders.

## Supervivents

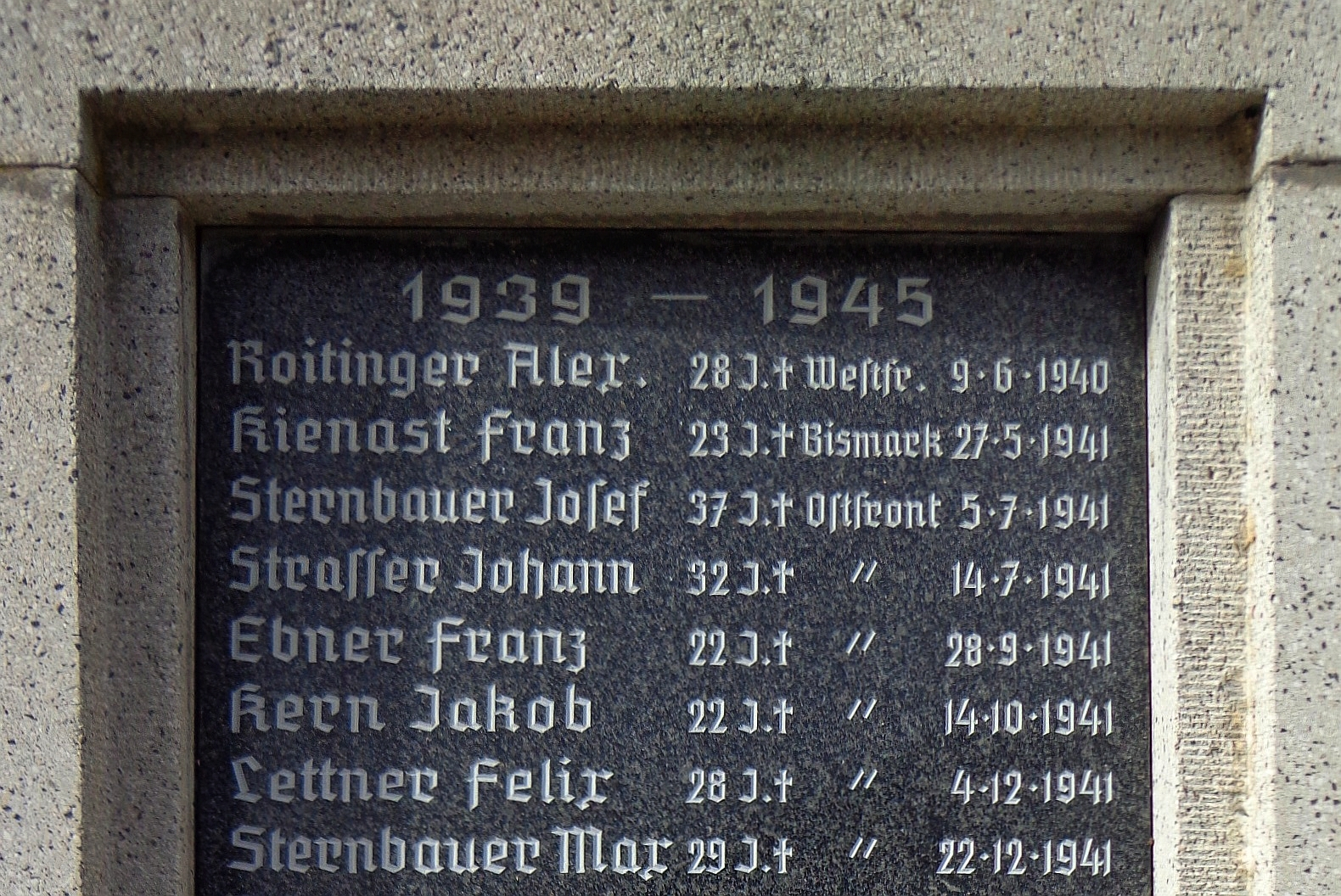
Monument als caiguts a Neuhofen im Innkreis que també commemora Franz Kienast, que va morir als 23 anys en l'enfonsament del Bismarck

El Dorsetshire i el Maori van recollir 85 i 25 supervivents respectivament. A les 11:40, un vigia del Dorsetshire va creure haver vist un periscopi i es va abandonar l'esforç de rescat mentre centenars de supervivents del Bismarck encara eren a l'aigua. Mentre el creuer britànic Dorsetshire estava ocupat rescatant supervivents de l'aigua, el guardiamarina Joe Brooks va saltar per la borda per ajudar els alemanys ferits a pujar per la borda del seu vaixell. Un mariner alemany havia perdut els dos braços i s'aferrava a una corda amb les dents; Brooks va intentar salvar-lo, però no va aconseguir-ho. Brooks gairebé es va quedar enrere quan es va donar l'alarma del submarí i el Dorsetshire va començar a allunyar-se mentre encara era a l'aigua, però els seus companys de vaixell li van llançar una corda i va ser arrossegat a bord. Després de la batalla, els vaixells de guerra britànics van tornar al Regne Unit amb 109 supervivents del Bismarck, ja que un supervivent (Gerhard Lüttich) havia mort a causa de les seves ferides l'endemà del seu rescat i va ser enterrat al mar el 28 de maig de 1941 amb tots els honors militars per la tripulació del HMS Dorsetshire. Aquell vespre a les 19:30, l'U-74 va recollir tres supervivents d'un bot (Herzog, Höntzsch i Manthey) i l'endemà a les 22:45 el vaixell meteorològic alemany Sachsenwald va recollir dos supervivents d'una bassa (Lorenzen i Maus). El creuer pesant espanyol neutral Canarias també va arribar al lloc de l'enfonsament, però no va trobar supervivents. D'una tripulació de més de 2.200 homes, només en van sobreviure 114.

## Conseqüències
Després de l'enfonsament, l'almirall John Tovey va dir: "El Bismarck havia lliurat una lluita molt valenta contra probabilitats impossibles, digna dels vells temps de la Marina Imperial Alemanya, i es va enfonsar amb les seves banderes onejant".
La Junta de l'Almirallat va emetre un missatge d'agraïment als implicats:
| « | Ses Senyories feliciten el C.-in-C., la Flota Nacional, i tots els implicats en la persecució implacable i la destrucció reeixida del vaixell de guerra més poderós de l'enemic. La pèrdua del HMS Hood i la seva companyia, que es lamenta tant, ha estat així venjada i l'Atlàntic s'ha fet més segur per al nostre comerç i el dels nostres aliats. A partir de la informació de què disposen actualment Ses Senyories, no hi ha cap dubte que si no hagués estat per la valentia, l'habilitat i la dedicació al deure de la Flota Aèria tant al Victorious com a l'Ark Royal, el nostre objectiu potser no s'hauria aconseguit. | » |

Sense saber el destí del vaixell, el Grup Oest, la base de comandament alemanya, va continuar emetent senyals al Bismarck durant unes hores, fins que Reuters va informar de notícies des de Gran Bretanya que el vaixell s'havia enfonsat. A Gran Bretanya, la Cambra dels Comuns va ser informada de l'enfonsament aquella mateixa tarda.
L'enfonsament del Bismarck, especialment la pèrdua de la seva tripulació, va suposar un cop dur per a la moral alemanya. Per a Hitler, l'enfonsament va ser devastador i va validar la seva por a la guerra en mar obert contra la marina britànica. A més, la confiança de Hitler en el poder marítim alemany i en l'almirall Raeder va començar a minvar. Quan els britànics van interrogar els supervivents del Bismarck, va quedar clar que la moral a bord del vaixell abans que s'enfonsés era molt baixa perquè Lutjens els estava portant a la desesperació pel que fa a preparar-se per morir.

## Ordre de batalla
Alemanya
1 cuirassat
- Bismarck

  Aliats
A la batalla final
2 cuirassats
- King George V
- Rodney

2 creuers pesats
- Dorsetshire
- Norfolk

Contacte abans de la batalla final
- 15 Swordfish del portaavions Ark Royal

1 creuer lleuger 
- Sheffield

5 destructors  
- HMS Cossack
- Sikh
- Maori
- Zulu
- ORP  Piorun

Paper secundari
1 portaavions 
- Ark Royal

1 creuer de batalla 
- Renown

2 destructors 
- Mashona
- Tartar